# رومان أداموف
رومان أداموف (بالروسية: Роман Станиславович Адамов)‏ ، من مواليد 21 يونيو 1982 في الاتحاد السوفييتي ، لاعب كرة قدم روسي.
يلعب مع نادي موسكو منذ عام 2006.
بدأ باللعب مع منتخب روسيا لكرة القدم في عام 2008.

## روابط خارجية
- رومان أداموف على موقع الاتحاد الأوربي (الإنجليزية)
- رومان أداموف على موقع اتحاد أوكرانيا (الإنجليزية)
- رومان أداموف على موقع قاعدة بيانات كرة القدم.إي يو (الإنجليزية)
- رومان أداموف على موقع ناشيونال فوتبول تيمز (الإنجليزية)
- رومان أداموف على موقع كووورة